# Wolfgang Züchner
Oswald Martin Wolfgang Züchner (* 23. März 1906 in Dresden; † 25. März 1981 in München) war ein deutscher Klassischer Archäologe.

## Leben
Wolfgang Züchner besuchte das Victoria-Gymnasium in Potsdam und begann nach dem Abitur mit dem Studium der Klassischen Archäologe zunächst an der Universität Berlin. Später wechselte er nach Dresden und an die Universität Kiel. Dort wurde er 1934 bei Eduard Schmidt mit einer Dissertation über Griechische Klappspiegel promoviert, für die er das Reisestipendium des Deutschen Archäologischen Instituts erhielt. Er arbeitete an den Staatlichen Museen in Berlin, bis er 1939 eine Stelle als Assistent am Archäologischen Institut der Universität Leipzig erhielt, die er bis 1946 behielt. Obwohl er in dieser Zeit mit Unterbrechungen Kriegsdienst leistete, konnte er sich 1943 mit einer Schrift über die Agora von Magnesia habilitieren. Nach der Rückkehr aus der Kriegsgefangenschaft ging er als Dozent für Klassische Archäologie an die Universität Würzburg, wo er als planmäßiger Assistent von Hans Möbius, dem Vorstand des Seminars für Klassische Archäologie und Direktor des Martin von Wagner Museums in der Domerschulgasse 16 wirkte. Schließlich erhielt er 1953 einen Ruf als ordentlicher Professor und Lehrstuhlinhaber für Klassische Archäologe der Universität Erlangen, den er annahm. Hier wirkte er von Dezember 1953 bis zu seiner Emeritierung am 31. März 1971.
Verheiratet war er mit Rose, geb. Zahn, ihr Sohn ist der Prähistoriker Christian Züchner (* 1943).

## Schriften (Auswahl)
- Der Berliner Mänadenkrater  (= Winckelmannsprogramm der Archäologischen Gesellschaft zu Berlin 98). de Gruyter, Berlin 1938.
- Griechische Klappspiegel. de Gruyter, Berlin 1942 (zugl. Dissertation, Kiel 1934; Digitalisat).
- Über die Abbildung (= Winckelmannsprogramm der Archäologischen Gesellschaft zu Berlin 115). De Gruyter, Berlin 1959.